# Johann Nepomuk Gottfried von Krenner
Johann Nepomuk Gottfried Krenner, ab 1792 Edler von Krenner (Eigenschreibweise auch Johann Gottfried; * 11. Juli 1759 in München; † 13. Januar 1812 ebenda), war ein deutscher Rechtshistoriker und Staatsmann.

## Leben
Krenner war Sohn eines Hofkammerrates. Er erhielt zunächst Privatunterricht und schloss 1774 das Münchner Gymnasium ab. Anschließend absolvierte er am angeschlossenen Lyzeum das obligatorische zweijährige Grundstudium (= Philosophie) und wechselte dann 1776 zum Jurastudium an die Universität Landshut. 1779 erhielt er das Lizenziat der Rechtswissenschaft. Im selben Jahr trat er dem Illuminatenorden bei. Zum weiteren Studium wechselte er an die zu dieser Zeit sehr beliebte Universität Göttingen. Dort, sowie am Reichskammergericht im nahegelegenen Wetzlar, verblieb er bis 1781. Ebenfalls 1781, am 17. August, erfolgte bereits die Ernennung zum außerordentlichen, 1783 die zum ordentlichen Professor für Reichsgeschichte, europäische Staatskunde und Reichsgerichtsprozessrecht an der Ingolstädter Universität. Mit der Ernennung zum ordentlichen Professor war außerdem die Ernennung zum wirklichen kurfürstlichen Hofrat verbunden. 1788 wurde sein Lehrstuhl um das Staatsrecht erweitert, außerdem wurde er als Universitätsarchivar tätig.
Krenner kam nach dem Verbot des Illuminatenordens zunächst mit einer Verwarnung seitens der Regierung davon. Er behielt dennoch Verbindung zum Orden und konnte seine Laufbahn, auch unter dem Eindruck härterer Strafen, 1791 nur durch ein Geständnis retten. Im Jahr 1792, in dem er auch zum Doktor des Rechts promoviert wurde, konnte er trotz seiner Illuminatenvergangenheit als Fiskal an das Reichsvikariatshofgericht gerufen werden. Nach der Beendigung des Vikariats wurde er, zusammen mit seinem Bruder Franz von Krenner, in den erblichen Adelstand sowie in die Reichsritterschaft erhoben. 1793 erfolgte die Ernennung zum Oberlandesregierungsrates in München. Nachdem er zusehends seinen Verpflichtungen an der Universität in Ingolstadt nicht mehr nachkommen konnte, da er in der Verwaltung zu beschäftigt war, wurde sein Sekretär und Vetter Carl Sebastian Heller von Hellersberg dort als außerordentlicher Professor mit seiner Vertretung bedacht.
Krenner erlangte am Hof ein großes Vertrauen und wurde daher 1798 als Legationsrat zum Rastatter Kongress geschickt. Im Jahr 1799 wurde er zum Geheimen Legationsrat, 1800 dann schließlich zum Wirklichen Geheimen Rat ernannt. In dieser Zeit legte er auch seine Professur in Ingolstadt nieder. Er wurde Referent im Außenministerium Bayerns, das in dieser Zeit gerade durch die Reformen von Maximilian von Montgelas errichtet wurde. 1801 erhielt er außerdem eine Assessorenstelle bei der sogenannten Schuldenabledigungscommission. 1808 wechselte er als Leiter an das Reichsheroldenamt. Noch 1811 wurde er schließlich zum Leiter der Königlichen Hof- und Staatsbibliothek bestellt.
Krenner wurde vielfältig für seine Verdienste geehrt. Er war Kommandeur des Verdienstordens der Bayerischen Krone, ab 1781 außerordentliches und ab 1808 ordentliches Mitglied der Bayerischen Akademie der Wissenschaften. Bereits 1779 war er aufgrund seiner Schrift zum Mädchenunterricht zum Mitglied der Kurfürstlich-bairischen Gesellschaft sittlich- und landwirthschaftlicher Wissenschaften zu Burghausen ernannt worden. Zudem wurde 1956 der Krennerweg in München-Solln nach ihm und seinem Bruder benannt.

## Werke (Auswahl)
- Gedanken, Vorschläge und Wünsche zur Verbesserung des Frauenzimmerunterrichts, Strobel, München 1779.
- Ueber das rechtliche Studium der teutschen Staatsgeschichte, Widenmann, Eichstätt 1782.
- Über den Kurpfälzischen Reichsvikariatssprengel, Krüll, Ingolstadt 1793.
- Ueber Land-, Hofmarchs- und Dorfgerichte in Baiern, Strobel, München 1795.
- Über die Siegel vieler Münchner Bürger-Geschlechter, München 1813.